# Титаровка
Титаровка (укр. Титарівка) — село, относится к Старобельскому району Луганской области Украины.
Население по переписи 2001 года составляло 620 человек. Почтовый индекс — 92750. Телефонный код — 6461. Занимает площадь 1,634 км². Код КОАТУУ — 4425185501.

## Историческая справка
Титаровка — село, центр сельского Совета, расположено на реке Айдар, в 12 км от районного центра и железнодорожной станции Старобельск. Дворов — 438, населения — 1365 человек. Сельсовету подчинено село Новоселовка.
На территории Титаровки расположена центральная усадьба колхоза «Росія», за которым закреплено 4,1 тыс. га сельскохозяйственных угодий, в т. ч. 3,2 тыс. га пахотных земель. Ведущей отраслью колхоза является растениеводство, значительное место занимает мясо-молочное животноводство. За достижения в труде 24 передовика колхоза награждены орденами и медалями СССР, в т. ч. орденом Ленина — механизатор И. В. Петухов.
В селе имеется восьмилетняя школа, в которой 16 учителей обучают 137 учащихся, дом культуры с залом на 350 мест, библиотека с книжным фондом 10,6 тыс. томов.
К услугам жителей — бытовые мастерские, медицинский пункт, отделение связи, сберегательная касса и 3 магазина. За 1966—1975 годы в селе построено 125 домов колхозников, детский сад-ясли.
На учете в партийной организации— 67 коммунистов, в 2 комсомольских— 44 члена ВЛКСМ. Партийная организация создана в 1931, комсомольская — в 1930 году.
Титаровка основана в конце XVIII в. Советская власть установлена в январе 1918 года.
В числе жителей села — 271 участник Великой Отечественной войны, 120 человек погибли на фронтах войны. 227 защитников социалистического Отечества удостоены правительственных наград. В Титаровке сооружен памятник погибшим воинам — освободителям села от фашистских захватчиков.
В окрестностях Титаровки и у с. Новоселовки находятся остатки 4 поселений и курганы эпохи меди и бронзы, а также 2 алано-болгарских поселения и могильник.

## Местный совет
92750, Луганська обл., Старобільський р-н, с. Титарівка, вул. Комарова, 6а  (укр.)